# Domenico Allasia
Domenico Allassia (Torino, 16 settembre 1893 – 17 marzo 1977) è stato un ciclista su strada italiano.
Professionista dal 1908 al 1914 e poi per un anno ancora nel 1922 dopo la fine della prima guerra mondiale, arrivò secondo nell'edizione corsa a squadre del Giro d'Italia 1912.

## Carriera
Passato professionista nel 1908 con la maglia della squadra francese Peugeot, ottenne diversi piazzamenti nelle corse italiane, anche se non riuscì mai a vincere.
Nel 1909 fu secondo nella Susa-Mont Cenis dietro a Pietro Aimo, mentre nel 1911 fu quinto nel campionato italiano e terzo nella Milano-Torino.
Nel 1912 partecipò al Giro d'Italia, che quell'anno era stipulato a squadre, e Allasia con la sua Peugeot arrivò secondo, dietro la Atala. Allasia si distinse arrivando per due volte terzo, rispettivamente nella terza e nella quinta tappa.
Nel 1914 chiuse al nono posto il Giro del Piemonte.

## Piazzamenti

### Grandi Giri
- Giro d'Italia

1912: 2º (classifica a squadre)

### Classiche monumento
- Milano-Sanremo

1914: 30º
- Giro di Lombardia

1911: 44º